# Хроміс бульті
Хроміс бульті (Pseudocrenilabrus multicolor) — вид прісноводних риб родини Цихлових. Утримується в акваріумах.

## Походження
Цихліда походить з Єгипту, звідки вона була привезена в 1902 році. До СРСР була завезена в 1954—1955 рр.

## Характеристика
Ця маленька, завдовжки близько 5 см рибка, іноді виростає до 11 см. Самець дещо менший за самку.
Тіло в цієї рибки витягнуте й приплюснуте з боків, перед усім у задній половині. Лінія спини вигнута трохи сильніше, ніж черевце. Голова велика. Легко змінює забарвлення.
Самець, особливо під час нересту, дуже гарний: перламутрово-блискучий, прикрашений червоними й синьо-зеленими плямами та смугами.

## Утримання
Для утримання достатньо 50-літрового акваріума з піщаним ґрунтом, плоским камінням, місцями з густими заростями рослин, печерами й корінням дерев як схованками.
Температура води має бути 24 — 28 °C, pH 6.8 — 7.2. Рослинність і ґрунт хроміс бульті не шкодить.

## Харчування
Їжею більшою частиною служать мілкі личинки й хробачки, дафнії та інші корма, звичні для цихлід.

## Розведення
Статева зрілість рибок наступає в 6 місяців.
Нерест може проходити й в загальному акваріумі, але краще для розведення використовувати нерестовий від 50 л, з піщаним ґрунтом й плоским камінням.
На час ікрометання самець викопує в піску округле заглиблення, в яке самка відкладає декілька ікринок. Одночасно самець запліднює їх, після чого стається дивне явище — самка збирає ікру ротом у мішковидне розширення під нижньою щелепою. Так повторюється доти, поки всі ікринки, іноді їх більше ста штук, не будуть розміщені в роті самки.
Самка не може приймати їжу, поки не розвинуться мальки, що продовжується в середньому 8 — 12 днів або довше, якщо вода прохолодна.
Ще впродовж тижня мальки ховаються при небезпеці та на ніч у самки в роті. У цей час самця необхідно видалити з акваріума. Стартовий корм: науплії циклопу й артемії.
Самку також починають годувати, оскільки під час інкубації ікри вона не бере корм і дуже худне, а через 2 тижні її вже можна перевести в загальний акваріум.

## Сумісність
Рибка в цілому миролюбна, але, коли доглядає за ікрою та мальками, відганяє інших риб.

## Зображення
|  |  |